# Ілюзія вагомості
Ілюзія вагомості — це переконання, що додатково отримана інформація надає додаткові значущі дані для прогнозування, навіть коли це очевидно не так.

## Приклад
Ілюзію вагомості можна продемонструвати на такому уявному прикладі: уявіть велику корпорацію, яка набирає на роботу лише певний тип людей. Їм потрібні лише ті, хто отримав освіту у престижному коледжі, для чого потрібні високі результати тесту SAT. Також, кандидати на роботу повинні пройти тести на IQ, незважаючи на те, що окремі дослідження показали високу кореляцію між значеннями IQ та результатами SAT, Тобто коли відомий чийсь результат SAT, додаткова інформація про їх IQ насправді надасть небагато нової інформації та лише трошки підвищить впевненість у виборі правильного кандидата.

## Причини
Ілюзія вагомості може бути спричинена частково підтверджувальним упередженням та/або евристикою репрезентативності та в свою чергу може спричиняти ефект надмірної впевненості.

## Тривіа (загальна інформація)
Деніел Канеман зазначає, що це упередження було першим, яке він виокремив, коли він оцінював кандидатів у офіцери для Армії оборони Ізраїлю відповідно до певного тесту. Коли йому було 21 рік, він служив у армії Ізраїлю психологом, він проводив тест для відбору кандидатів до тренування на офіцера, який називався Безлідерний Груповий Тест. Вісім учасників одягали без будь-яких знаків, які б ідентифікували їх звання тощо, та направляли на завдання пройти смуги перешкод, виконавши певні умови. Зокрема, вони мали не лише самі пройти смугу, а й протягнути з собою телефонний стовп; однією з перешкод була висока вертикальна стіна, через яку мали перелізти кандидати, але зі стовпом; при цьому і кандидати, і стовп не повинні були торкнутися ні стіни, а стовп — землі. Кандидатам для виконання тесту дозволялося організувати себе як хочуть. Канеман та його колеги спостерігали за кандидатами та передавали свої нотатки до свого керівництва, і час від часу отримували статистичну інформацію щодо правильності своїх оцінок. І хоча вони постійно отримували погані результати щодо свого передбачення, як той чи інший кандидат поведе себе у тренувальній школі офіцерів, їх команда залишалась оптимістичною щодо своєї здатності правильно передбачити майбутні наслідки.